# Opper-Lausitzs voetbalkampioenschap 1921/22 (Zuidoost-Duitsland)
In 1921/22 werd het zevende Opper-Lausitzs voetbalkampioenschap gespeeld, dat georganiseerd werd door de Zuidoost-Duitse voetbalbond. 
Dit jaar werd de Bezirksliga ingevoerd als nieuwe hoogste klasse. De 1. Klasse werd nu de  tweede divisie. ATV 1847 Görlitz werd kampioen en plaatste zich voor de Zuidoost-Duitse eindronde. De eindronde werd in groepsfase gespeeld en de club werd gedeeld laatste.
SVgg Gelb-Weiß Görlitz werd onderdeel van grote sportclub ATV 1847 Görlitz

## Bezirksliga
| Plaats | Club                          | Wed. | W | G | V | Saldo | Ptn  |
| ------ | ----------------------------- | ---- | - | - | - | ----- | ---- |
| 1.     | ATV 1847 Görlitz              | 8    | 6 | 1 | 1 | 23:8  | 13:3 |
| 2.     | Saganer SV                    | 8    | 5 | 2 | 1 | 9:11  | 12:4 |
| 3.     | STC Görlitz 06                | 8    | 4 | 1 | 3 | 18:4  | 9:7  |
| 4.     | VfB Sorau                     | 8    | 2 | 0 | 6 | 6:7   | 4:12 |
| 5.     | SC Preußen 1912 Bad Warmbrunn | 8    | 0 | 0 | 8 | 4:30  | 0:16 |

|  | Kampioen, geplaatst voor Zuidoost-Duitse eindronde |

## 1. Klasse
De 1. Klasse werd in drie reeksen verdeeld; Gau Hirschberg, Gortlitz en Sagan, waarvan de kampioenen de eindronde ter promotie speelden
| Plaats | Club               | Wed. | W | G | V | Saldo | Ptn |
| ------ | ------------------ | ---- | - | - | - | ----- | --- |
| 1.     | TV Lauban          | 4    | 3 | 0 | 1 | 9:3   | 6:2 |
| 2.     | Görlitzer TS 1888  | 4    | 2 | 0 | 2 | 2:3   | 4:4 |
| 3.     | SC Germania Halbau | 4    | 0 | 0 | 4 | 1:6   | 0:8 |

|  | Promotie naar de Bezirksliga |

De wedstrijd Görlitzer TS tegen Germania Halbau werd voor beide teams als een nederlaag aangerekend.